# Dolina Douro
Dolina Douro (portugalski: Górne Douro, ili Alto Douro, tj. "Gornji Douro") je područje oko rijeke Duero u portugalskoj povijesnoj oblasti Trás-os-Montes e Alto Douro, na sjeveroistoku portugalske regije Sjeverni Portugal. Najpoznatije je po svojoj proizvodnji vina (osobito Porto vina) koje seže unatrag oko 2.000 godina. Ovdje je nekada vino u posebnim bačvama bilo puštano da pluta rijekom do mjesta Vila Nova de Gaia (prekoputa Porta) gdje je spremano u posebne podzemne podrume.
Dolina je 2001. godine upisana na UNESCOv popis mjesta svjetske baštine u Europi kao izvanredan krajolik koji je oblikovala tradicija vinarstva duža od 2000 godina, a od 18. stoljeća proslavljena širom svijeta svojim vinom Porto.

## Zemljopis
Ovo područje je planinskim vijencom planina Marão i Montemuro odvojeno od obalnog utjecaja i grada Porta, a njegova kontinentalna klima ima svježa ljeta i hladne zime. Rasprostire se na 26 mlijuna hektara, i tu se proizvodi oko 10% cjelokupne proizvodnje vina u Portugalu. Ovo područje uključuje 13 općina: Mesão Frio, Peso da Regua, Santa Marta de Penaguião, Vila Real, Alijó, Sabrosa, Carrazeda de Ansiaes, Torre de Moncorvo, Lamego, Armamar, Tabuaço, São João da Pesqueira i Vila Nova de Foz Côa.
Dolina rijeke Duero je podijeljena na tri oblasti: 
- Donji Corgo (Baixo Corgo) oko pritoke Duera, rijeke Courgo, koja ima najblažu klimu, a prostire se na 14.000 hektara vinograda koji daju najstarije, ali i najslabije vino.
- Gornji Corgo (Cima Corgo) je najveće područje s oko 19.000 hekatara vinograda oko sela Pinhão u kojem se nalaze najslavnije destilerije (Quintas).
- Gornji Duro (Douro Superior) je najtoplije i najsuvlje područje koje se prostire sve do španjolske granice na oko 1.700 hektara vinograda i tu se dobiva najkvalitetnije vino, ali je i najnepristupačnije područje.

Dolina Douro ima najviši stupanj zaštite uzgoja vinove loze (Denominação de Origem Controlada ili skr. DOC) u Portugalu. Iako je najpoznatije po proizvodnji vina Porto, tu se proizvode i druga vina kojima se dodaje konjak i stolna vina koja se zovu jednostavno Douro vina, a ima ih od bistrih, Bordeaux vina, do tipa burgundskih vina ostarjelih u hrastovim bačvama (Barik).
Osnovne sorte grožđa koje se uzgaja u dolini Douro su: crna grožđa Bastardo,Mourisco Tinto, Tinta Amarela, Tinta Barroca, Tinta Cao, Tinta Roriz (španjolski: Tempranillo), Touriga Francesa i Touriga Nacional, i bijela grožđa Donzelinho Branco, Gouveio, Malvazija, Rabigato, i Viosinho.
- Vinograd nasuprot sela Pinhão, Alijó
- Socalcos
- Pogled na rijeku Duero s terasasastim vinogradima
- Régua Douro
- Alto Douro

## Vanjske poveznice
- Turizam grada i vina Porto (port.)
- Vinogradi Alto Dora[neaktivna poveznica] (engl.)